# Shin’ya Tanoue
Shin’ya Tanoue (japanisch 田ノ上 信也 Tanoue Shin’ya; * 5. Februar 1980 in der Präfektur Kagoshima) ist ein ehemaliger japanischer Fußballspieler.

## Karriere
Tanoue erlernte das Fußballspielen in der Schulmannschaft der Kagoshima Jitsugyo High School. Seinen ersten Vertrag unterschrieb er 1998 bei den Kashiwa Reysol. Der Verein spielte in der höchsten Liga des Landes, der J1 League. Für den Verein absolvierte er 25 Erstligaspiele. 2006 wechselte er zum Ligakonkurrenten Yokohama F. Marinos. 2007 wechselte er zum Zweitligisten Vegalta Sendai. Für den Verein absolvierte er 50 Spiele. Ende 2008 beendete er seine Karriere als Fußballspieler.

## Erfolge
Kashiwa Reysol
- J.League Cup

Sieger: 1999